# Pál Ványa
Pál Ványa,  znany także jako Pavel Ványa (ur. 13 stycznia 1904 we Vrbovce, zm. 5 października 1967 w Budapeszcie) – węgierski skoczek narciarski, uczestnik Zimowych Igrzysk Olimpijskich 1948 w Sankt Moritz, zawodnik budapesztańskiego klubu Újpesti TE.

## Przebieg kariery
Ványa był pierwszym lub jednym z pierwszych skoczków stosujących styl V, na całe pół wieku przed Janem Boklövem. 
Na igrzyskach w 1948 w Sankt Moritz wystąpił w zawodach na skoczni K-68. W wyniku upadku w pierwszym konkursowym skoku nie ukończył jednak zawodów i tym samym nie został sklasyfikowany. 
Był najstarszym skoczkiem biorącym udział w igrzyskach w Sankt Moritz (miał wówczas 44 lata i 25 dni) i jednym z najstarszych skoczków w całej historii igrzysk olimpijskich.
W swojej karierze siedem razy zdobywał mistrzostwo Węgier w skokach narciarskich – miało to miejsce w 1931, 1932, 1933, 1938, 1939, 1941 i 1943.

## Igrzyska olimpijskie
| Miejsce | Dzień    | Rok  | Miejscowość  | Skocznia       | Punkt K | Konkurs  | Skok 1 | Skok 2 | Nota | Strata | Zwycięzca      |
| ------- | -------- | ---- | ------------ | -------------- | ------- | -------- | ------ | ------ | ---- | ------ | -------------- |
| —       | 7 lutego | 1948 | Sankt Moritz | Olympiaschanze | K-68    | indywid. | b.d.   | –      | –    | –      | Petter Hugsted |